# Pegaoplex notabilis
Pegaoplex notabilis là một loài tò vò trong họ Ichneumonidae.